# Жуматаев, Алиакбар
Алиакбар Жуматаев (1910 — 20 июля 1987) — казахский акын, жырау, поэт.

## Биография
Родился в 1910 году в ауле Сырдарьинской области, ныне носящем имя акына Турмагамбета Изтлеуова. Рано осиротел, и в детстве испытывал нужду.
Учился в школе, где преподавал Турмагамбет Изтлеуов, оказавший большое влияние на творческое развитие Алиакбара. Некоторое время учился на рабфаке Среднеазиатского государственного университета, но был вынужден прервать обучение.
В 1930—1940-е годы работал в различных районах Казахстана и Узбекистана, был председателем поселкового совета, дорожным мастером, контролером на железной дороге, инструктором исполкома районного совета. После этого вернулся в родной аул, где работал прорабом, агрономом, бухгалтером в школе.
Скончался в 1987 году.

## Творчество
Начал сочинять в возрасте около десяти лет. Главным образом создавал и исполнял масштабные произведения на исторические и фольклорные сюжеты (дастаны), порой перерабатывая дастаны других акынов (например, Назым сияр Шәриф Шади Жангирова). Известно около 220 произведений Алиакбара.
Творчество Жуматаева развивает традиции школы сказителей земли Сыра (низовий Сырдарьи), к которой относятся Базар жырау, Карасакал Еримбет, Турмагамбет Изтлеуов и др.
В 2008 году было издано собрание сочинений Алиакбара, включавшее стихотворения, дастаны, айтысы, толгау и другие произведения.
Также известен как собиратель казахского фольклора.